# Sint-Hiëronymus en Sint-Antoniuskerk

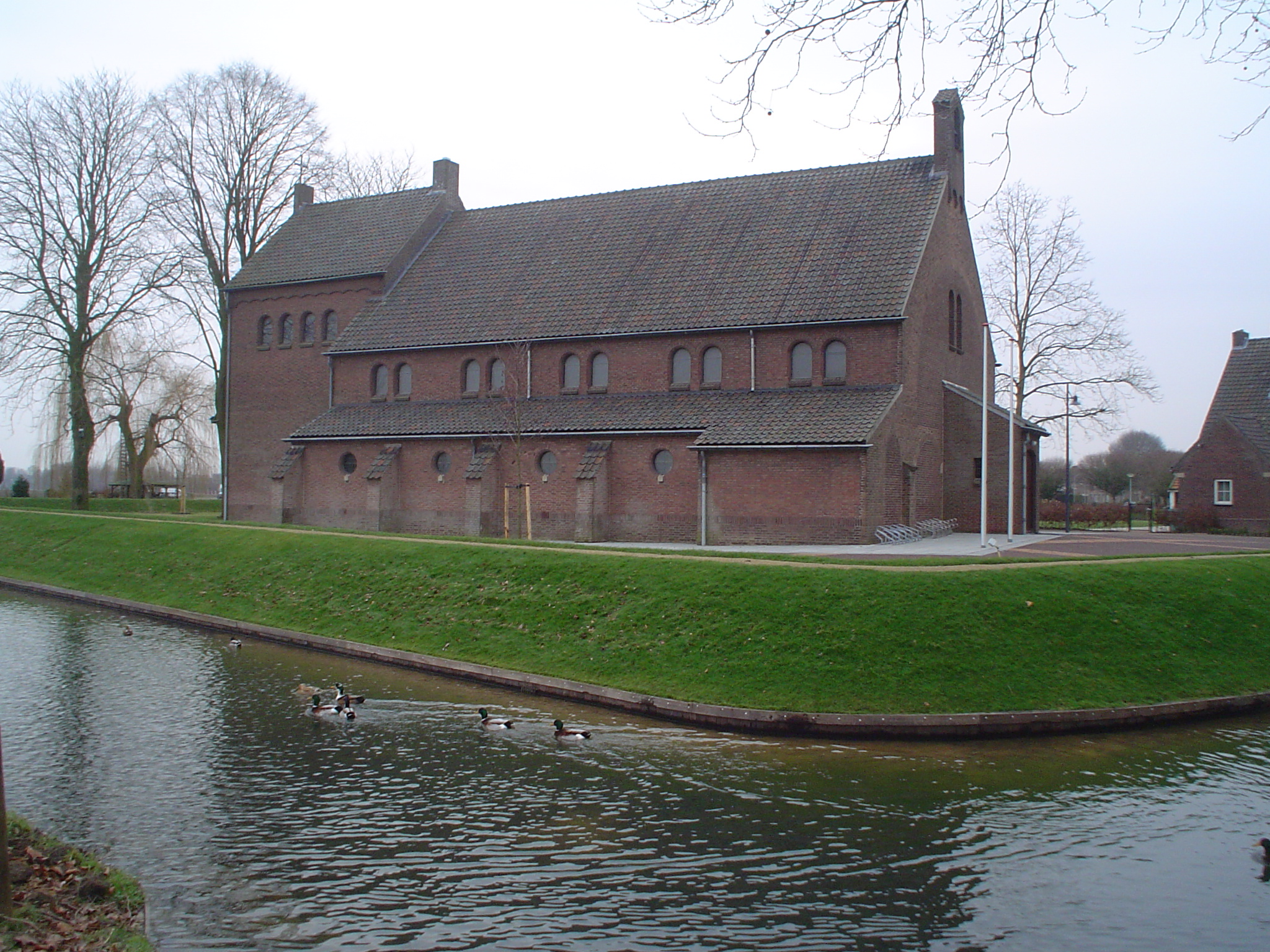
Sint-Hiëronymus en Sint-Antoniuskerk

De Sint-Hiëronymus- en Sint-Antoniuskerk is de parochiekerk van Laar in de Nederlandse gemeente Weert. De kerk staat aan de Aldenheerd 46 op het terrein van een voormalige schans, de Laarderschans. De omgrachte schans werd echter in 2009 gereconstrueerd.
De kerk is gewijd aan twee Martelaren van Gorcum, te weten Antonius van Weert en Hieronymus van Weert, welke afkomstig waren van de buurtschap Biest nabij Weert.

## Geschiedenis
Op 4 april 1944 werd te Laar een rectoraat opgericht. In 1948 werd de kerk, onder architectuur van Joseph Franssen, gebouwd. Toren, doopkapel en ingangspartij werden wel voorgenomen maar nimmer gerealiseerd. De kerk werd ingewijd in 1949. Vijf dichtgemetselde rondbogen in de voorgevel getuigen van het feit dat men hier doorgangen wenste te maken naar de ingangspartij en de toren.

## Gebouw
De kerk heeft boven de voorgevel slechts een eenvoudig bakstenen klokkenstoeltje en de ingangspartij is een eenvoudig portaal onder lessenaarsdak. Het betreft een basilicale kerk met een enigszins verhoogd koor. Een bakstenen triomfboog scheidt het koor af van het schip. Het recht afgesloten koor heeft een roosvenster. Een aantal vensters zijn voorzien van non-figuratief glas in lood.
Het orgel is een Verschuerenorgel uit 1972.